# Füleskuvik
A füleskuvik (Otus scops) a madarak (Aves) osztályának bagolyalakúak (Strigiformes) rendjébe, ezen belül a bagolyfélék (Strigidae) családjába tartozó faj.

## Előfordulása
Dél-Európában, a Közel-Kelet egyes részein és az egykori Szovjetunió területén át egészen Mongóliáig húzódik a költőterülete. Télen a Szahara és az Egyenlítő közötti területre költözik. Az utóbbi években csökkent az állománya.

### Kárpát-medencei előfordulása
Magyarországon kis számban, de rendszeres fészkelő. Hazánkban a felhagyott gyümölcsösökben, szőlőben, telepített fenyvesekben, kertekben és parkokban költ. Odúlakó faj, előszeretettel foglalja el a szalakótáknak kihelyezett „D” típusú odúkat.

## Alfajai
- európai füleskuvik (Otus scops scops) – Európa, Nyugat-Szibéria
- krétai füleskuvik (Otus scops cycladum) – Kükládok és Kréta
- ciprusi füleskuvik (Otus scops cyprius) – Ciprus, Közel-Kelet
- mallorcai füleskuvik (Otus scops mallorcae) – Baleár-szigetek
- szibériai füleskuvik (Otus scops pulchellus) – Szibéria, a Bajkál-tóig
- turáni füleskuvik (Otus scops turanicus) – Közép-Ázsia, Pakisztántól Keletre
- Otus scops vincii

## Megjelenése
Testhossza 19–21 centiméter, szárnyfesztávolsága 53–63 centiméter, testtömege pedig évszaktól függően változik 79–93 gramm között. Fakéregszínű, szürke, barna és fekete tónusú álcázó tollazata szinte láthatatlanná teszi e kis madarat. A tollbóbita nem akadályozza a hallásban, de semmi köze nincs a hallószervhez. Veszély esetén a bagoly lesimítja a tollazatát, merev, egyenes tartást vesz fel, és félig behunyja a szemét. Ilyenkor letört ághoz hasonlít. Ez a testtartás csak nappal figyelhető meg.

## Életmódja
Napközben egy ágon pihen és éjjel megy vadászni. Tápláléka főként rovarok, kisebb emlősök, gyíkok és madarak. E bagolyfaj legfeljebb 12 évig él. Költöző madár. Napközben a fákon pihennek, sávozott tollruhájuk jól rejti őket az ágak között. Veszély esetén megdermednek, tollfülüket kihegyezik, és igyekeznek minél jobban beleolvadni a környezetükbe. A meleg és száraz élőhelyeket kedvelik. Egyenletes szárnycsapásokkal gyorsan repülnek. A nyílt térségeken vadásznak. Többnyire egy leshelyről csapnak le, és kiszemelt zsákmányukat lábaikkal ragadják meg. Előfordul, hogy éjszakai lepkéket kapnak el a levegőben. Költés idején a hímek is nappal vadásznak. A tojók kotlanak vagy őrzik a fiókákat.
A hangja rendszerint egész májusban szól, legintenzívebben este 8-9 és hajnali 2 óra között. Június elején is lehet még hallani, de június végétől már nagyon ritkán. Meleg, tavaszi és nyári éjszakákon órákon át ismételgeti vékony, huhogásra cseppet sem emlékeztető hangját.

## Szaporodása
Az ivarérettséget egyéves korban éri el. A költési időszak május–július közötti időszakra esik. Évente egyszer költ. A fészekaljban 3-4 fehér tojás található, ezeken a tojó 24-28 napig kotlik, eközben a hím vadászik a családnak. A kirepülés 21-29 nap múlva következik be, de a szülők még 40-50 napig segítenek a fiókáknak a vadászatban.

## Képek

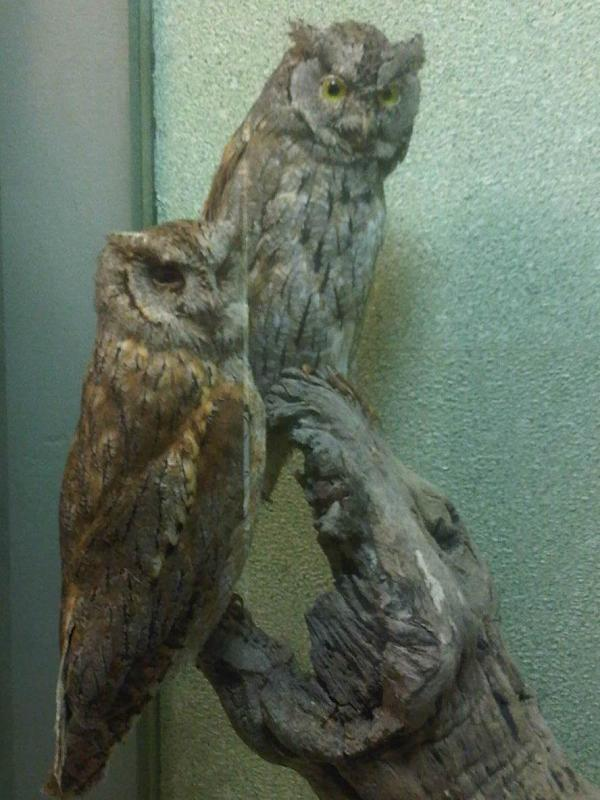
Kitömött példányok
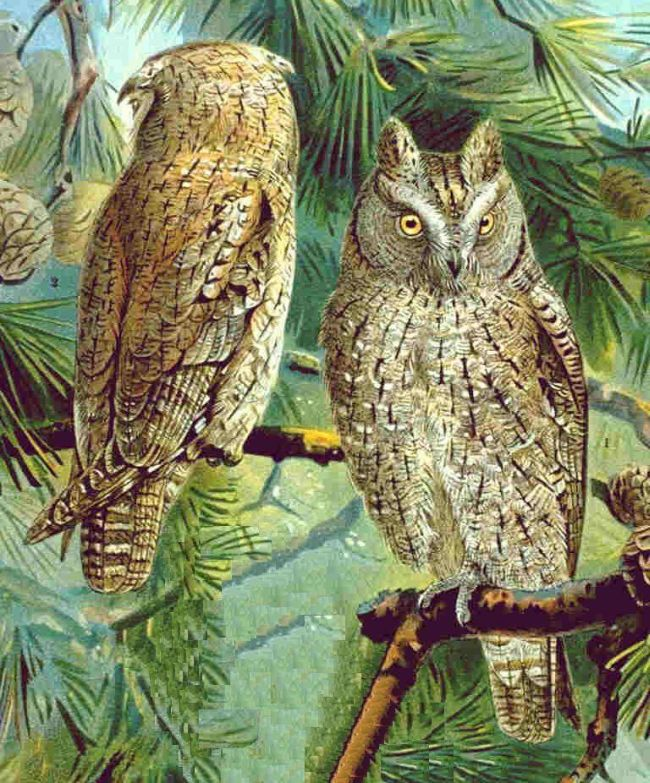
Festmény a füleskuvikról
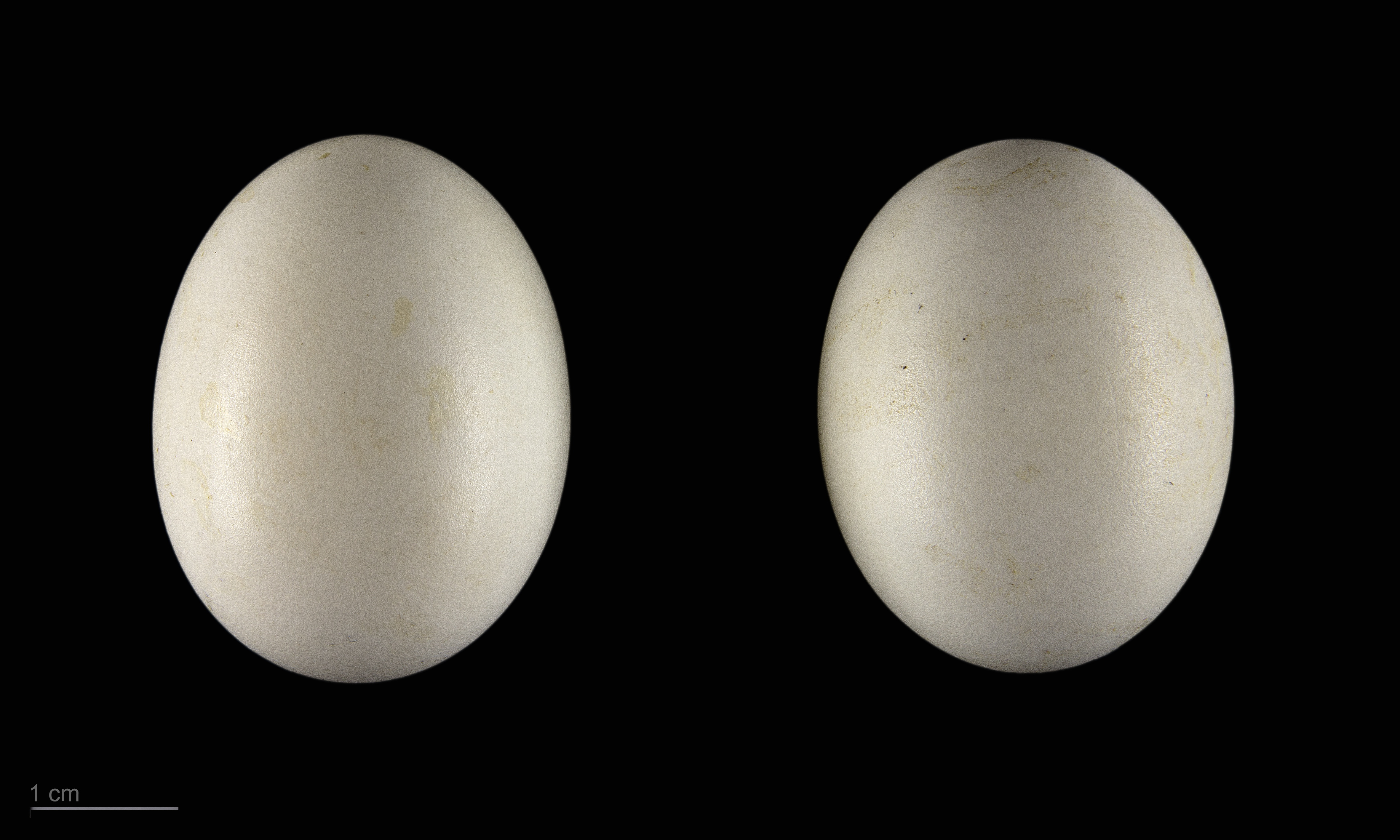
Otus scops